# Vincent Dowling
Pour les articles homonymes, voir Dowling.
Vincent Gerard Dowling (né le 7 septembre 1929 à Dublin et mort le 10 mai 2013  à Boston, États-Unis) est un acteur irlandais. 

## Biographie
Vincent Dowling est notamment connu en Irlande pour avoir tenu le rôle de Christy Kennedy dans la série dramatique The Kennedys of Castleross, populaire dans les années 1950 et pour avoir été le directeur artistique et le producteur du Great Lakes Shakespeare Festival (devenu le Great Lakes Theater Festival) de Cleveland dans l'Ohio, de 1976 à 1984. Il est le père de l'actrice Bairbre Dowling.

## Filmographie partielle
- 1952 : My Wife's Lodger : Norman Higginbotham
- 1959 : Broth of a Boy : Seamus
- 1960 : Boyd's Shop : John Haslett
- 1961 : Johnny Nobody : Barman dans le train
- 1962 : The Devil's Agent : Père Farcosc
- 1965 : Le Jeune Cassidy (Young Cassidy) : un lanceur
- 1967 : Le Grand Départ vers la Lune : Patrick (non crédité)
- 1968 : The Gamblers (série TV) : Tom (épisode Thirty Stretch)
- 1969 : Disney Parade (série TV) : Maston (épisode The Secret of Boyne Castle, part 1, 2 et 3
- 1969 : Guns in the Heather : Maston
- 2007 : On Broadway : Augie Burke